# Sugar Notch
Sugar Notch es un borough ubicado en el condado de Luzerne en el estado estadounidense de Pensilvania. En el año 2000 tenía una población de 1,023 habitantes y una densidad poblacional de 387 personas por km².

## Geografía
Sugar Notch se encuentra ubicado en las coordenadas 41°11′46″N 75°55′50″O / 41.19611, -75.93056.

## Demografía
Según la Oficina del Censo en 2000 los ingresos medios por hogar en la localidad eran de $33,125 y los ingresos medios por familia eran $38,906. Los hombres tenían unos ingresos medios de $30,430 frente a los $21,563 para las mujeres. La renta per cápita para la localidad era de $15,902. Alrededor del 9.3% de la población estaba por debajo del umbral de pobreza.